# Cristurges bimaculatus
Cristurges bimaculatus är en skalbaggsart som beskrevs av Gilmour 1961. Cristurges bimaculatus ingår i släktet Cristurges och familjen långhorningar. Inga underarter finns listade i Catalogue of Life.